# Camilo Rey Domenech
Camilo Rey Domenech (Buenos Aires, Argentina; 10 de marzo de 2006) es un futbolista argentino. Juega de centrocampista y su equipo actual es Club Atlético Boca Juniors de la Primera División de Argentina. 

## Trayectoria

### Inicios
Rey Domenech se inició en el fútbol en Sportivo Pilar, un equipo de barrio, y a los 11 años lo fichó Boca Juniors como posible joven promesa.

### Boca Juniors
El debut de Rey Domenech en el primer equipo de Boca, ocurrió el día 22 de enero de 2025 en un encuentro contra Argentino de Monte Maíz por la Copa Argentina. El partido terminó 5-0 a favor de Boca Juniors, Rey Domenech salió de titular y jugó un muy buen partido.
En ocasiones fue comparado con Fernando Gago por su estilo de juego.

### Carrera Internacional
En 2023 fue convocado a la selección sub-17 de cara al Campeonato Sudamericano de 2023. Jugó un partido contra Venezuela en el que terminaría ganando por un resultado de 4-2.

## Estadísticas

### Clubes
Actualizado al último partido disputado el 18 de febrero de 2025.
| Club                   | Div.                | Temporada           | Liga | Liga | Liga | Copa Nacional | Copa Nacional | Copa Nacional | Copa Internacional | Copa Internacional | Copa Internacional | Total | Total | Total |
| Club                   | Div.                | Temporada           | PJ   | G    | A    | PJ            | G             | A             | PJ                 | G                  | A                  | PJ    | G     | A     |
| ---------------------- | ------------------- | ------------------- | ---- | ---- | ---- | ------------- | ------------- | ------------- | ------------------ | ------------------ | ------------------ | ----- | ----- | ----- |
| Boca Juniors Argentina |                     |                     |      |      |      |               |               |               |                    |                    |                    |       |       |       |
| 1.ª                    | 2025                | 5                   | 0    | 0    | 1    | 0             | 0             | 1             | 0                  | 0                  | 7                  | 0     | 0     |       |
| Total                  | Total               | 5                   | 0    | 0    | 1    | 0             | 0             | 1             | 0                  | 0                  | 7                  | 0     | 0     |       |
| Total en su carrera    | Total en su carrera | Total en su carrera | 5    | 0    | 0    | 1             | 0             | 0             | 1                  | 0                  | 0                  | 7     | 0     | 0     |